# Серая тиркушка
Серая тиркушка (лат. Glareola cinerea) — вид птиц семейства тиркушковых. Подвидов не выделяют. 
Вид широко распространён в Западной и Центральной Африке. Встречается вдоль крупных рек и побережья от Мали и Нигера до Ганы, Камеруна, крайнего юга Чада, на западе Демократической Республики Конго и северо-западе Анголы.
Небольшая птица длиной 18—20 см и массой около 37 г. Верхняя часть тела серая с тёмно-серой макушкой головы и шеей. Над глазом проходит белая полоса, а за глазом вниз идет чёрная полоса. Горло, грудь и брюхо белые. Клюв оранжевый с чёрным кончиком. Ноги красные.
Питается насекомыми и мелкими членистоногими. Сезон размножения длится с марта по май в Нигере, с марта по июнь в Нигерии, в феврале-марте в Габоне, в феврале-марте и июне-августе в Демократической Республике Конго.